# 1st Special Service Brigade
Za druge 1. brigade glej 1. brigada.
1st Special Service Brigade je bila britanska brigada specialnih sil druge svetovne vojne.

## Zgodovina
Brigada je bila ustanovljena leta 1940 in leta 1943 je bila razširjena v Special Service Group.

## Sestava
1944 
- Štab
- No. 3 Commando
- No. 4 Commando
- No. 6 Commando
- No. 45 (Royal Marine) Commando